# Janina Ignasiak-Minkowska

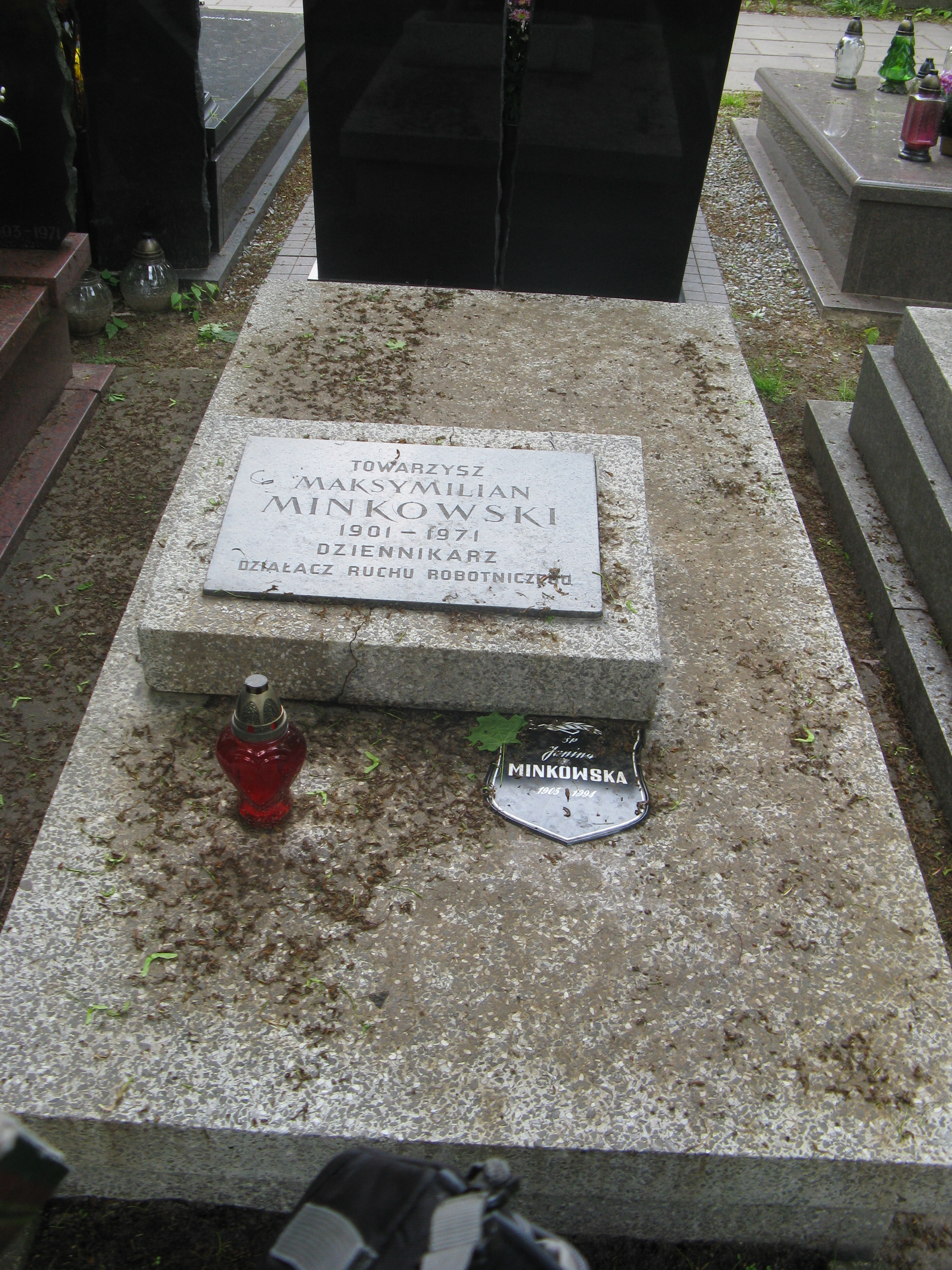
Grób Janiny Ignasiak-Minkowskiej na Cmentarzu Wojskowym na Powązkach

Janina Ignasiak-Minkowska (ur. 16 czerwca 1905 w Łodzi, zm. 6 stycznia 1994 w Warszawie) – polska polityk, działaczka komunistyczna, posłanka III kadencji Sejmu II RP.

## Życiorys
W wieku 16 lat rozpoczęła pracę w fabryce włókienniczej Leonhardta, następnie w zakładach włókienniczych Allarta. W 1928 została członkinią Komunistycznego Związku Młodzieży Polski. Od 1929 działała w Komitecie Dzielnicowym Komunistycznej Partii Polski Łódź-Górna, w 1930 reprezentowała Związek Zawodowy Włókniarzy na V Kongresie Czerwonej Międzynarodówki Związkowej w Moskwie. W 1932 brała udział w I Światowym Kongresie Antywojennym w Amsterdamie. W tym samym roku objęła mandat w Sejmie w miejsce Władysława Daneckiego, który sprawowała do końca kadencji w 1935, zasiadając w Komunistycznej Frakcji Poselskiej.
Za działalność komunistyczną była wielokrotnie aresztowana. W 1935 wyjechała nielegalnie do ZSRR i w tym samym roku reprezentowała KPP na VII Kongresie III III Międzynarodówki Komunistycznej. Do 1937 pracowała w fabrykach włókienniczych w Moskwie, kiedy to została aresztowana przez NKWD i skazana na 10 lat łagru w Karagandzie. Zwolniona została przedterminowo w wyniku starań kierownictwa Polskiej Partii Robotniczej, a pod koniec 1945 wróciła do Polski. Pracowała w strukturach PPR, a następnie Polskiej Zjednoczonej Partii Robotniczej. W latach 1954–1956 pracowała w Ośrodku Informacji i Propagandy Ambasady PRL w Pradze. Od 1957 przebywała na rencie dla zasłużonych. Zmarła 6 stycznia 1994 w Warszawie. Pochowana na Cmentarzu Wojskowym na Powązkach w Warszawie (kwatera C31-3-17).
Dwukrotnie została odznaczona Orderem Sztandaru Pracy – w 1955 II klasy, zaś w 1965 I klasy. W 1986 wyróżniona przez Sekretariat Komitetu Centralnego PZPR Medalem im. Ludwika Waryńskiego.

## Rodzina
Jej ojcem był Wojciech Ignasiak (włókniarz), matką – Helena z domu Klepa. W 1948 wyszła za mąż za Maksymiliana Minkowskiego (1901–1971), dziennikarza, działacza KPP, sekretarza Komunistycznej Frakcji Poselskiej w Sejmie RP III kadencji, w latach 1934–1946 był więziony w ZSRR, działał w PPR i PZPR. Ich synem był Józef (ur. 1949), z wykształcenia ekonomista.